# Leucobryum polakowskyi
Leucobryum polakowskyi är en bladmossart som beskrevs av Jules Cardot 1901. Leucobryum polakowskyi ingår i släktet Leucobryum och familjen Dicranaceae. Inga underarter finns listade i Catalogue of Life.